# Triaminoguanidinenitraat
Triaminoguanidinenitraat (TAGN) is een ontvlambare organische verbinding. Het is een zout afgeleid van triaminoguanidine en salpeterzuur. De molecuulstructuur van TAGN gelijkt op die van guanidinenitraat, maar TAGN bezit drie extra aminogroepen.

## Synthese
TAGN wordt gevormd door de reactie van calciumcyaanamide, opgelost in water, met een overmaat aan hydrazinenitraat.

## Toepassing
TAGN heeft gelijkaardige toepassingen als guanidinenitraat, namelijk als component van raketbrandstoffen en gasgenererende formuleringen in de kruitlading van munitie. De voornaamste verbrandingsproducten van TAGN zijn distikstof, diwaterstof en water. Vooral de concentratie aan waterstofgas is hoog. De verbrandingstemperatuur is relatief laag, zoals ook het geval is bij guanidinenitraat. De gasvorming begint bij 498 K (ca. 225 °C) en vrijwel alle gasvorming gebeurt tussen 498 en 573 K. Het is ook voorgesteld als component in de explosieve, gasgenererende lading van airbags.